# Neuromachaerota vosseleri
Neuromachaerota vosseleri är en insektsart som beskrevs av Schmidt 1912. Neuromachaerota vosseleri ingår i släktet Neuromachaerota och familjen Machaerotidae. Inga underarter finns listade i Catalogue of Life.